# Sedum pluricaule
Sedum pluricaule là một loài thực vật có hoa trong họ Crassulaceae. Loài này được Kudo miêu tả khoa học đầu tiên.